# Famille Bazaine
Pour les articles homonymes, voir Bazaine.

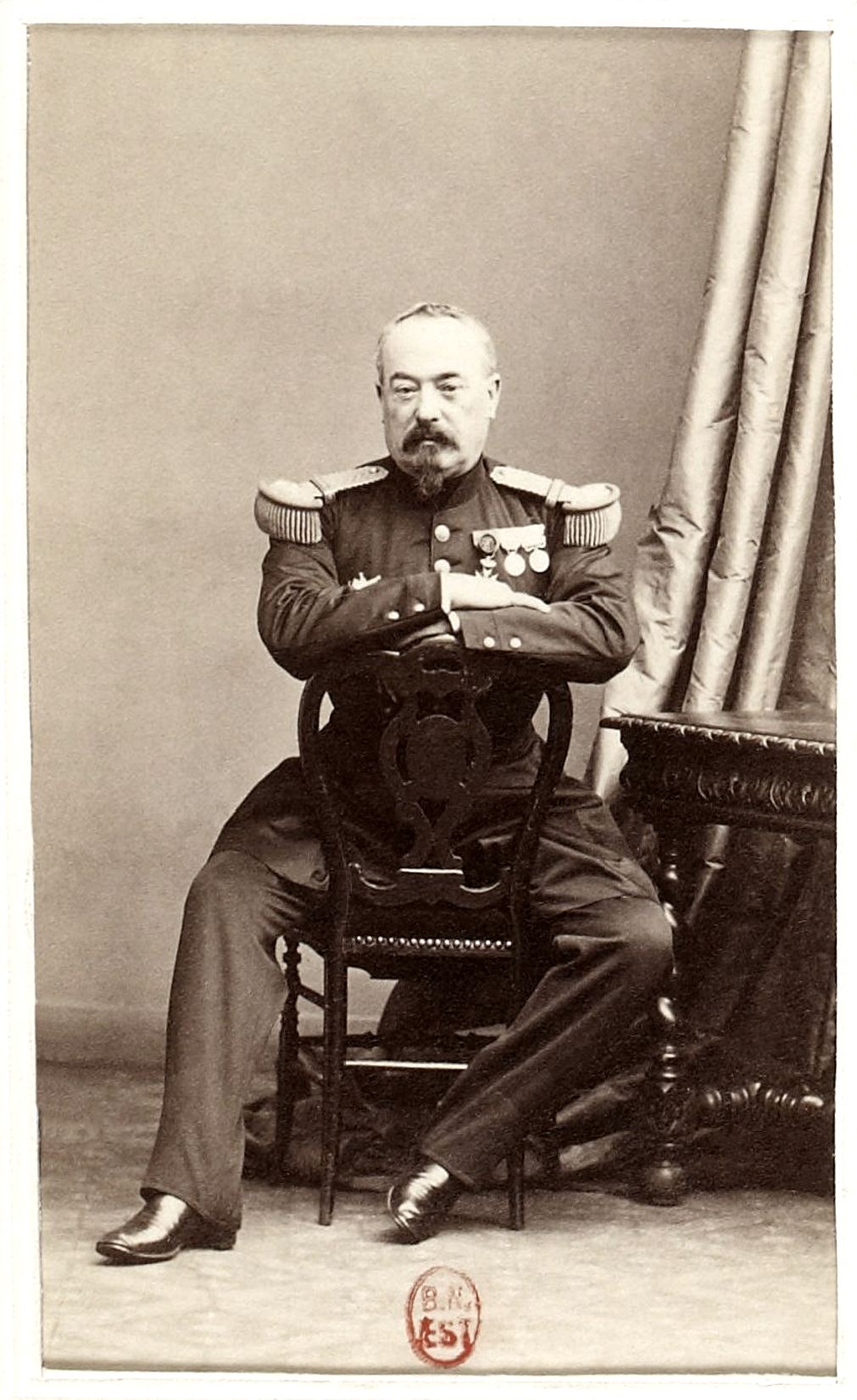
Le maréchal Bazaine, en 1860.

La famille Bazaine fait référence à la famille du maréchal François Achille Bazaine (1811-1888) qui comprend plusieurs personnalités marquantes du XIXe et du XXe siècle, notamment : les ingénieurs Pierre-Dominique Bazaine (1786-1838) et son fils Pierre-Dominique Bazaine (1809-1893) et leur descendant, le peintre Jean Bazaine (1904-2001).

## Filiation
- Pierre Bazaine (1759-1832), vigneron, marié à Françoise Gilbert (1758-1840)
  - 1-Pierre-Dominique Bazaine (1786-1838) inspecteur général des ponts et chaussées, liaison avec Marie Madeleine Josèphe Vasseur (1788-1840), lingère.
    - Mélanie Vasseur (1808-1852) se marie avec Émile Clapeyron (1799-1864).
    - Pierre-Dominique Bazaine (1809-1893), se marie avec Georgina Élizabeth Hayter (1813-1874), fille de George Hayter.
      - Achille Georges (1840-1928) ingénieur.
      - Adolphe Bazaine (1841-1935) lieutenant colonel de l'artillerie, se marie avec Émilie Labat (1848-1910).
        - Léon Bazaine (1872-1955), directeur d'usine aéronautique, se marie avec Clémence Temblaire (1877-1945).
          - Jean Bazaine (1904-2001), artiste peintre.

      - Albert Bazaine-Hayter (1843-1914), général de division.

    - François Achille Bazaine (1811-1888), maréchal de France, après le décès de sa première femme il épouse Maria Josefa de la Penay Barragan (1847-1900).
      - Maximilien (-1869)
      - François-Achille (-)
      - Eugénie (1869-)
      - Alphonse Bazaine (1870-1949).

  - 2-Pierre-Dominique Bazaine (1786-1838), mariage avec Stéphanie de Sénovert (1801-1847).
    - Mathilde Bazaine (1819-1899), se marie avec Ernest Pépin Lehalleur (1819-1869) ingénieur.

## Présentation des principaux membres

### Pierre Bazaine (1759-1832)
Dans cet arbre, il est le plus ancien des membres de la famille Bazaine. Son année de naissance connue de manière approximative.
Pierre Bazaine (1759-1832), est vigneron à Scy, près de Metz, avant de rejoindre Neuilly comme « vérificateur de l'octroi à la barrière de Maillot ». Il publie des études sur « les poids et mesures dans le système métrique », a des contacts, avec des membres de l'Académie des sciences, Adrien-Marie Legendre et Sylvestre-François Lacroix, et aussi avec le gouverneur de l'École polytechnique Jean-Girard Lacuée.
En 1808, Pierre Bazaine publie un ouvrage (voir bibliographie) où il est indiqué : « professeur du jaugeage à l'Athénée des Arts ; contrôleur-jaugeur de l'Octroi de Bienfaisance de Paris, et membre de plusieurs sociétés savantes » ».
Après avoir longtemps vécu à Paris il se retire à Blénod-lès-Pont-à-Mousson, où il vit, pendant environ dix ans, avec son épargne et l'aide financière de son fils Pierre-Dominique. Il y meurt en 1833.

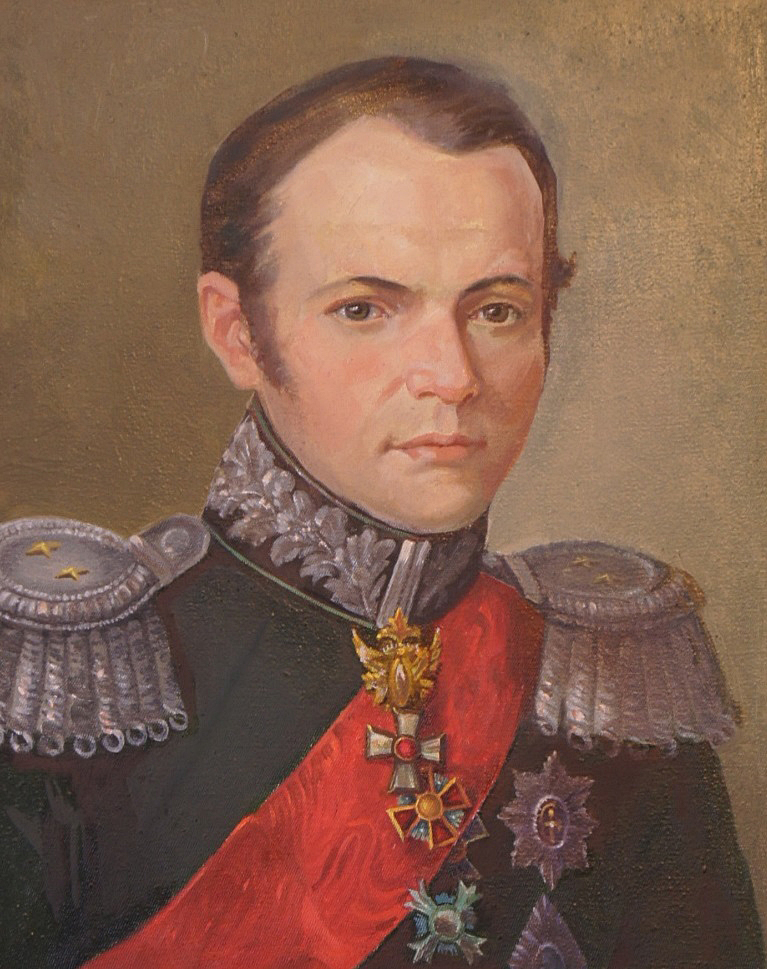
Portrait, P.-D. Bazaine (1786-1838).

### Pierre-Dominique Bazaine (1786-1838)
Pierre-Dominique Bazaine (1786-1838), fils de Pierre, né à Scy en « 1783 », est grand prix de mathématiques au concours général de 1802, puis il fait polytechnique et devient ingénieur Ponts et chaussées. Il a une longue relation avec Marie Madeleine qui accouche de trois enfants : Mélanie, Dominique et François-Achille. Ce père que les enfants ne connaissent pas, quitte la France, en 1810, pour aller à Saint-Pétersbourg comme enseignant à l'Institut des ingénieurs en voies de communication. Le seul lien du père, avec la mère et ses trois enfants, est un envoi, plus ou moins régulier d'un peu d'argent. Pendant la campagne de Russie cet envoi s'arrête ce qui contraint Marie Madeleine Vasseur à s'occuper d'un commerce de lingerie. En 1835, les trois enfants rencontrent leur père qui revient en France en compagnie de sa femme, Stéphanie de Sénover, qu'il a épousée en Russie, et de leurs deux enfants. Comme la nouvelle famille ne connait pas l'existence de la précédente, les trois enfants doivent appeler leur père « oncle » et lorsque Marie Madeleine Vasseur écrit à son ancienne relation elle signe « Mélanie Vasseur » comme sa fille.

### Mélanie Vasseur (1808-1852)
Mélanie Vasseur est née en 1808, sa mère Marie Madeleine Josèphe Vasseur ne mentionne pas le nom de son père sur son acte de naissance. Elle se marie en 1834 avec Émile Clapeyron.
Mélanie Clapeyron meurt le 6 juin 1852.

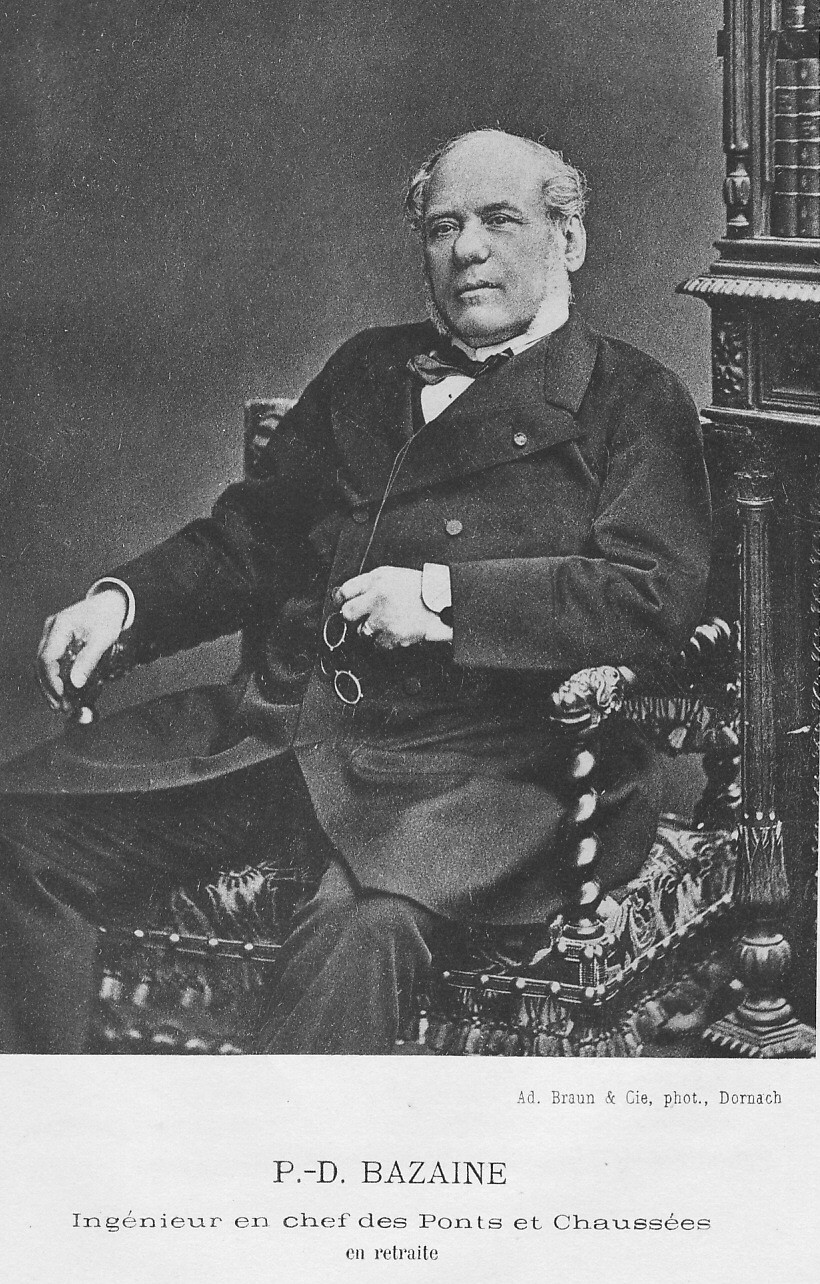
Portrait de Pierre-Dominique Bazaine (1809-1893).

### Pierre-Dominique Bazaine (1809-1893)
« Dominique Bazaine Vasseur » est né le 1er décembre 1809 à Versailles en Seine-et-Oise. Sa mère est Marie Madeleine Josèphe Vasseur. Sur son acte de naissance, il n'y a pas le prénom Pierre, et Vasseur apparait comme le nom de famille. Sa mère ne précise pas l'identité du père, Bazaine peut apparaître comme un troisième prénom. Il faut également remarquer : que sur sa fiche matricule de polytechnique son nom est « Bazaine-Vasseur » et qu'il a pour surnom « Adolphe » ; que sur les documents de l'Ordre de la légion d'honneur son nom est également « Bazaine-Vasseur » et que seul le prénom « Dominique » y figure ; enfin, les documents qu'il publie en tant qu'ingénieur sont le plus souvent signés « Pierre-Dominique Bazaine ».
C'est à Londres qu'il épouse Georgina Elizabeth Hayter, la fille de George Hayter (peintre de la reine Victoria), le 21 mai 1832 à l'église anglicane St Marylebone. Les époux rejoignent ensuite Mulhouse. Ils auront cinq enfants, les quatre premiers naissent à Mulhouse : Pierre Georges Alexandre Paul (né en 1833), meurt à moins de deux mois : Georgine Amélie (née en 1835), meurt à 18 ans ; Achille Georges (née en 1840) entre à Polytechnicien, promotion 1860, ingénieurs civil il n'a pas d'enfants ; Adolphe (né en 1841) polytechnicien, promotion 1860, officier d'artillerie aura quatre enfants.

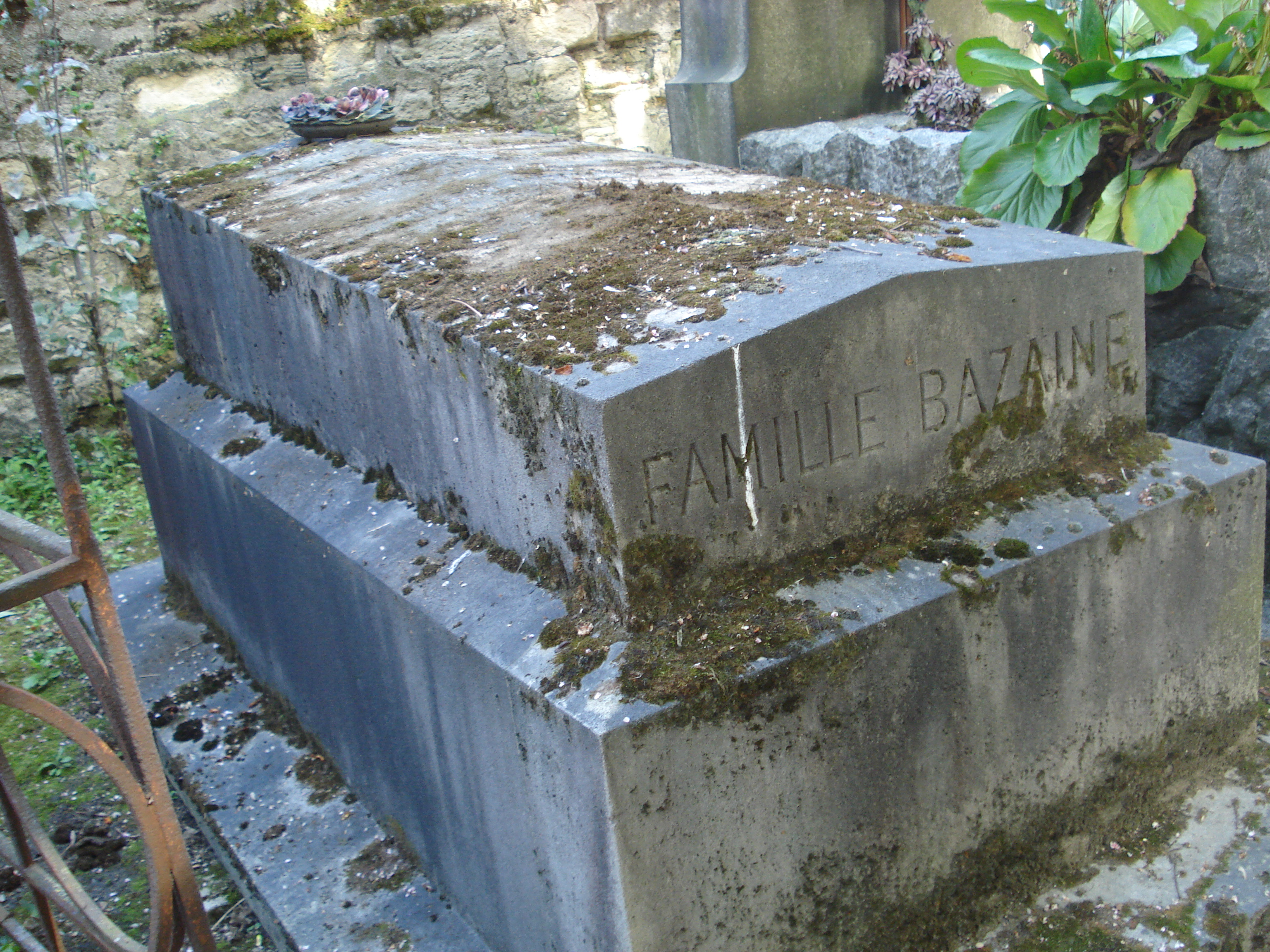
Tombe de la famille Bazaine au cimetière de Montmartre.

#### Albert Bazaine-Hayter (1843-1914)
Georges Albert Bazaine-Hayter est né en 1843. Général de division en 1899, il meurt le 30 janvier 1914 à Morcote (Canton du Tessin en Suisse). Il se marie avec Georgina Élizabeth Hayter (1813-1874), fille du peintre George Hayter.
Son épouse est inhumée au cimetière de Montmartre, avec deux filles du couple et Henri Hayter, frère de Georgina, aveugle de naissance, élève de Braille, qui fit remarquer à Braille « l'absence du W » dans son alphabet, Braille fit la correction,.

### François Achille Bazaine (1811-1888)
Sur son acte de naissance, dans les registres d'état civil de la ville de Versailles pour l'année 1911, il est indiqué : « à l'heure de midi, fils de Dominique Bazaine, ingénieur en chef, et de Marie-Madeleine Vasseur son épouse ».
Il se marie, en 1865 dans la chapelle du plais impérial de Mexico, avec Maria Josefa, âgée de 17 ans. Ils auront quatre enfants : Maximilien, qui meurt à Paris en 1869 ; François-Achille, dit Paco ; Eugénie, née en 1869 à Paris, qui a pour parrain et marraine Napoléon III et l'impératrice ; Alfonse, né en 1871.

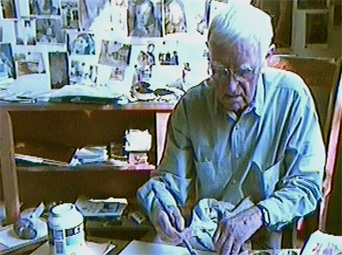
Jean Bazaine dans son atelier en 1995.

### Mathilde Bazaine (1819-1899)
Mathilde, née le 1er mai 1819 à Saint-Pétersbourg, sous le nom :« Mathilde-Élisabeth-Pauline-Stéphanie de Bazaine », elle s'est marié avec l'ingénieur polytechnicien Ernest Pépin-Lehalleur. Elle meurt à 80 ans, le 16 juin 1899, à Paris dans le huitième arrondissement.

### Jean Bazaine (1904-2001)
L'artiste peintre Jean Bazaine, et son frère Jacques, sont les petits-fils du lieutenant colonel d'artillerie Adolphe Bazaine, neveu du maréchal François Achille Bazaine. Son arrière-grand-père est Pierre-Dominique Bazaine (1809-1893).